# Pałac Sztuki w Krakowie
Pałac Sztuki – gmach Towarzystwa Przyjaciół Sztuk Pięknych w Krakowie przy placu Szczepańskim 4.
Budowla została wzniesiona w latach 1898–1901. Secesyjny gmach zaprojektował architekt Franciszek Mączyński, wzorując się na słynnym pawilonie wystawowym Secesji w Wiedniu. W dekoracji Pałacu Sztuki brali udział najwybitniejsi artyści krakowscy. Efektowny fryz, ukazujący zmienność losów artysty, zaprojektował Jacek Malczewski. Antoni Madeyski, Konstanty Laszczka i Teodor Rygier wykonali popiersia mistrzów szczególnie zasłużonych dla sztuki polskiej. Fasadę pałacu zdobi portyk kolumnowy, zwieńczony figurą Apollina w słonecznej aureoli. Dach budynku jest blaszany, częściowo przeszklony. Od Placu Szczepańskiego znajduje się popiersie Jana Matejki dłuta Antoniego Madeyskiego, odpowiada mu od strony Plant popiersie Stanisława Wyspiańskiego dłuta Anny Reynoch. Ściany zdobią pilastry, spłaszczone łuki okien oraz przede wszystkim wejściowy portyk z dwoma kolumnami.
Gmach pełni funkcję galerii sztuki. Z inicjatywy członków Towarzystwa Przyjaciół Sztuk Pięknych i reprezentantów Rotary Club, odbywają się tam prezentacje polskiej sztuki współczesnej, jak i wystawy artystów zagranicznych. W gmachu organizowane są również aukcje dzieł sztuki.

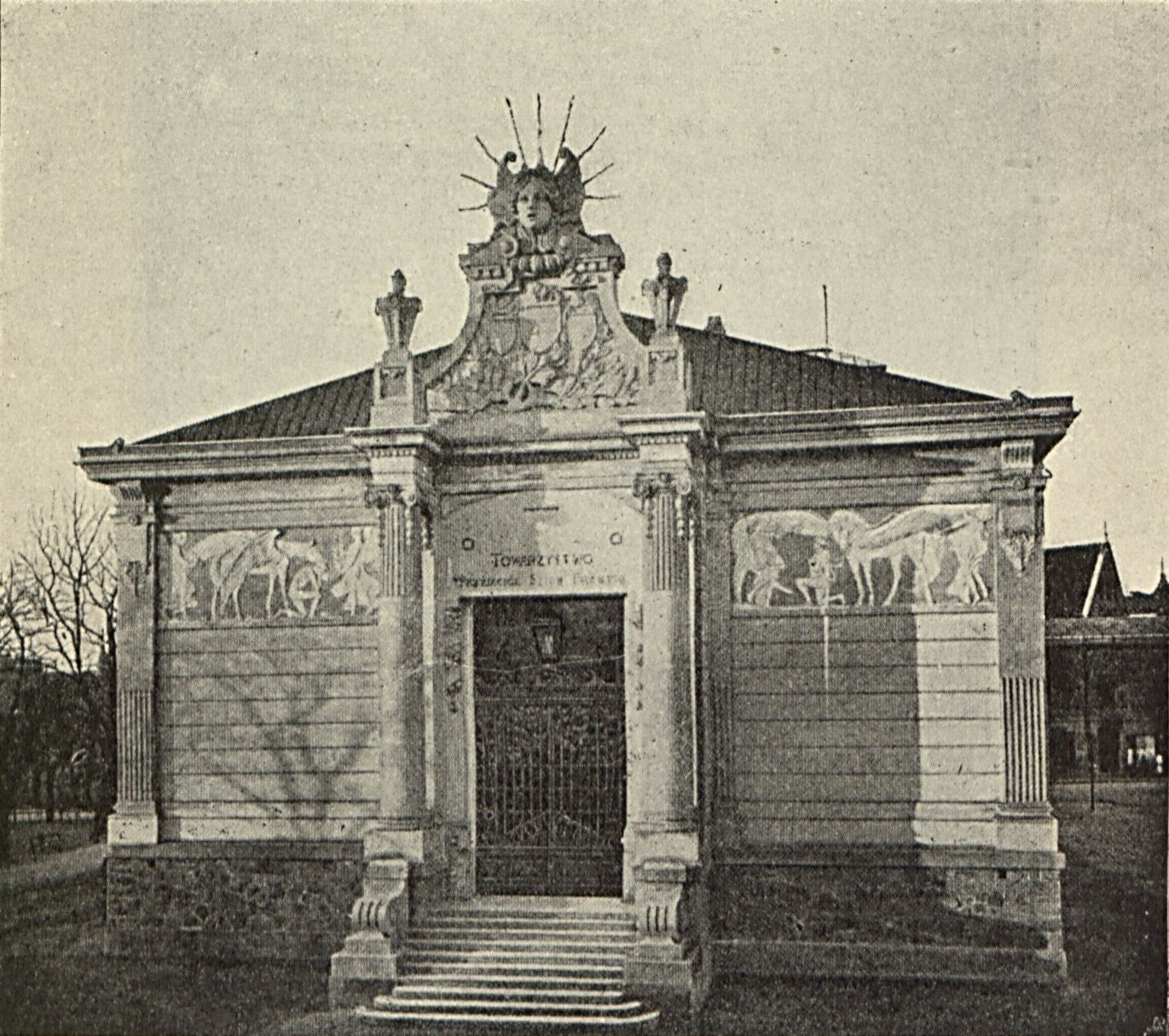
Fasada 1911.
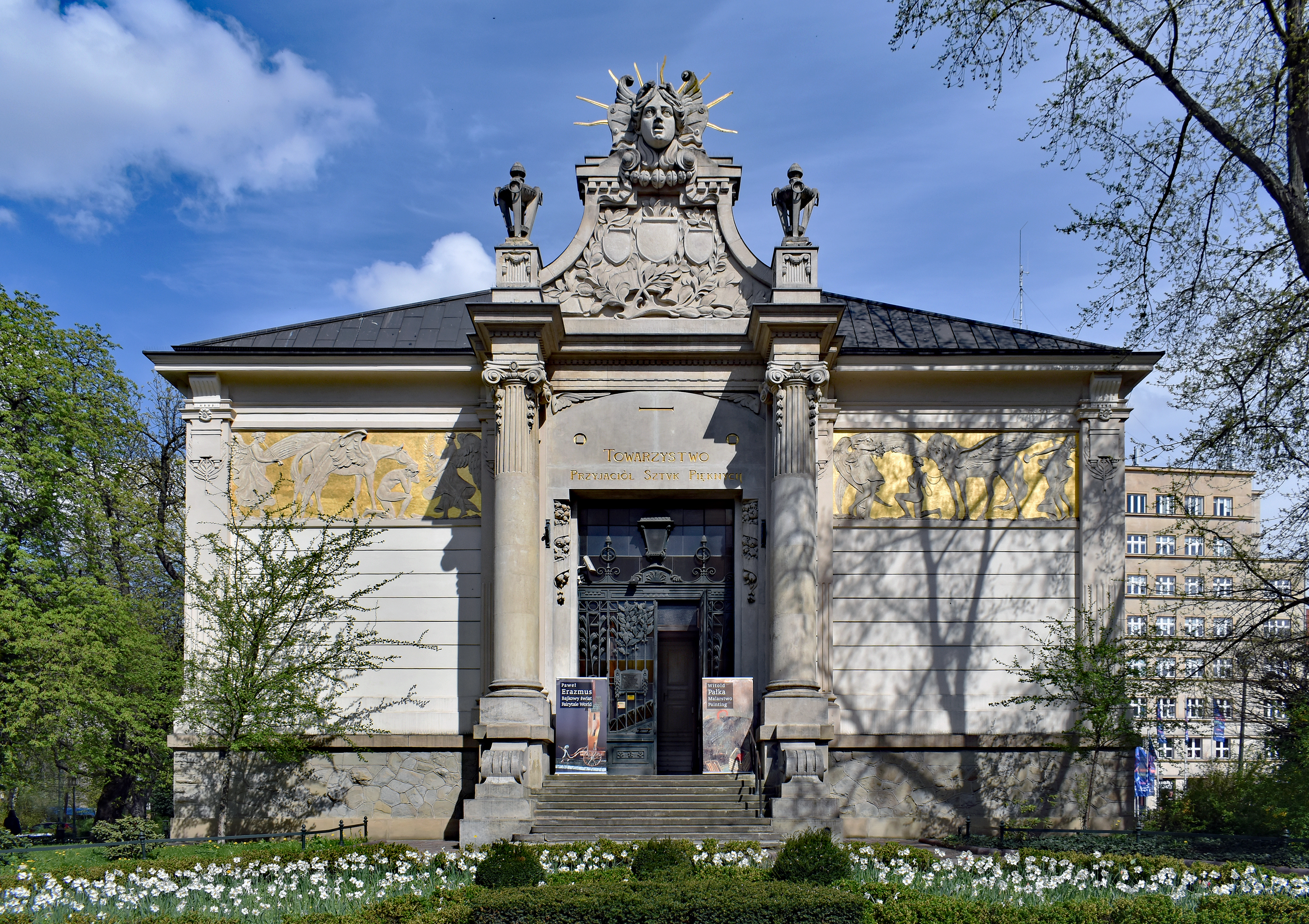
Fasada 2024.
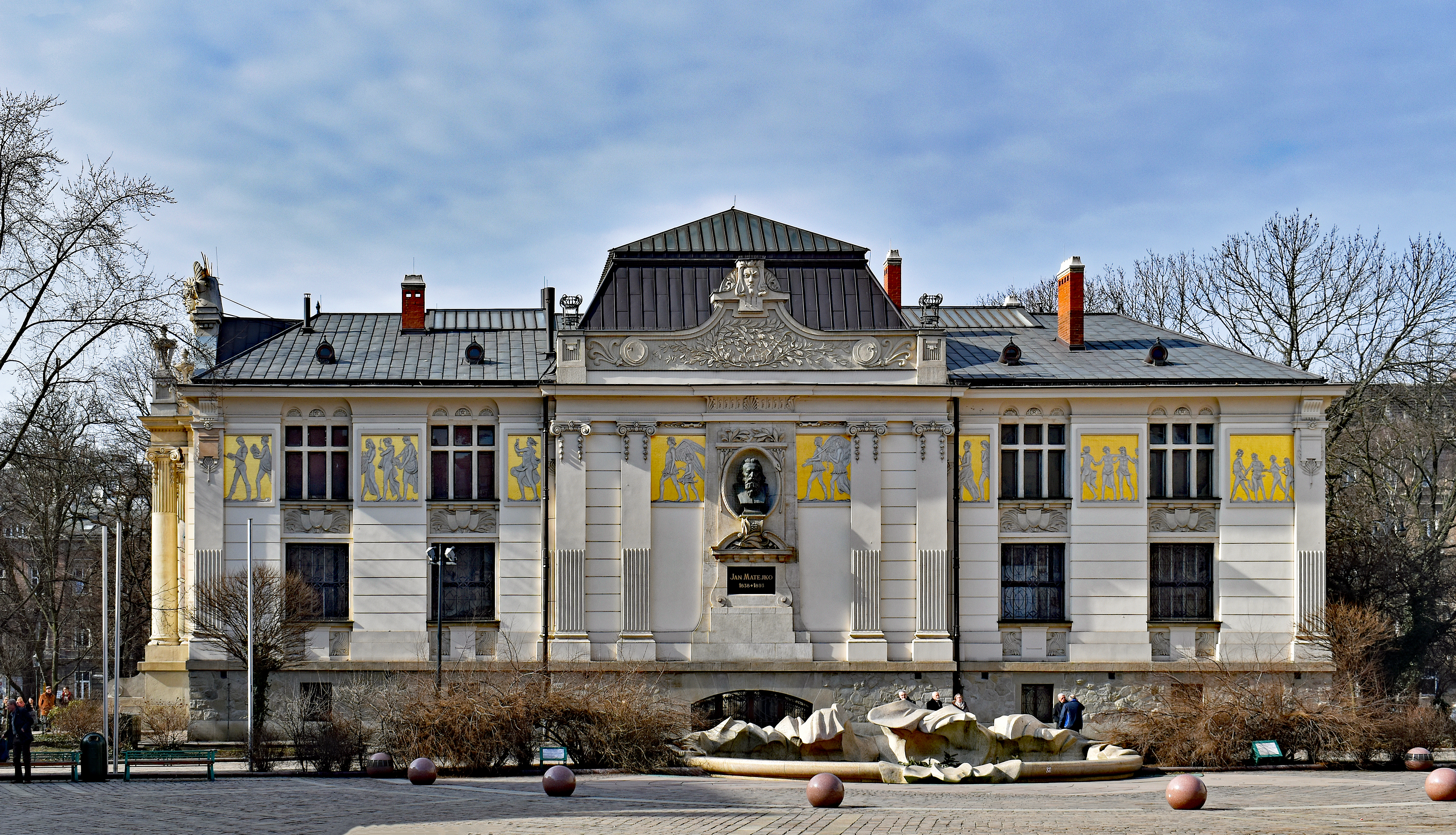
Pałac widziany z pl. Szczepańskiego.
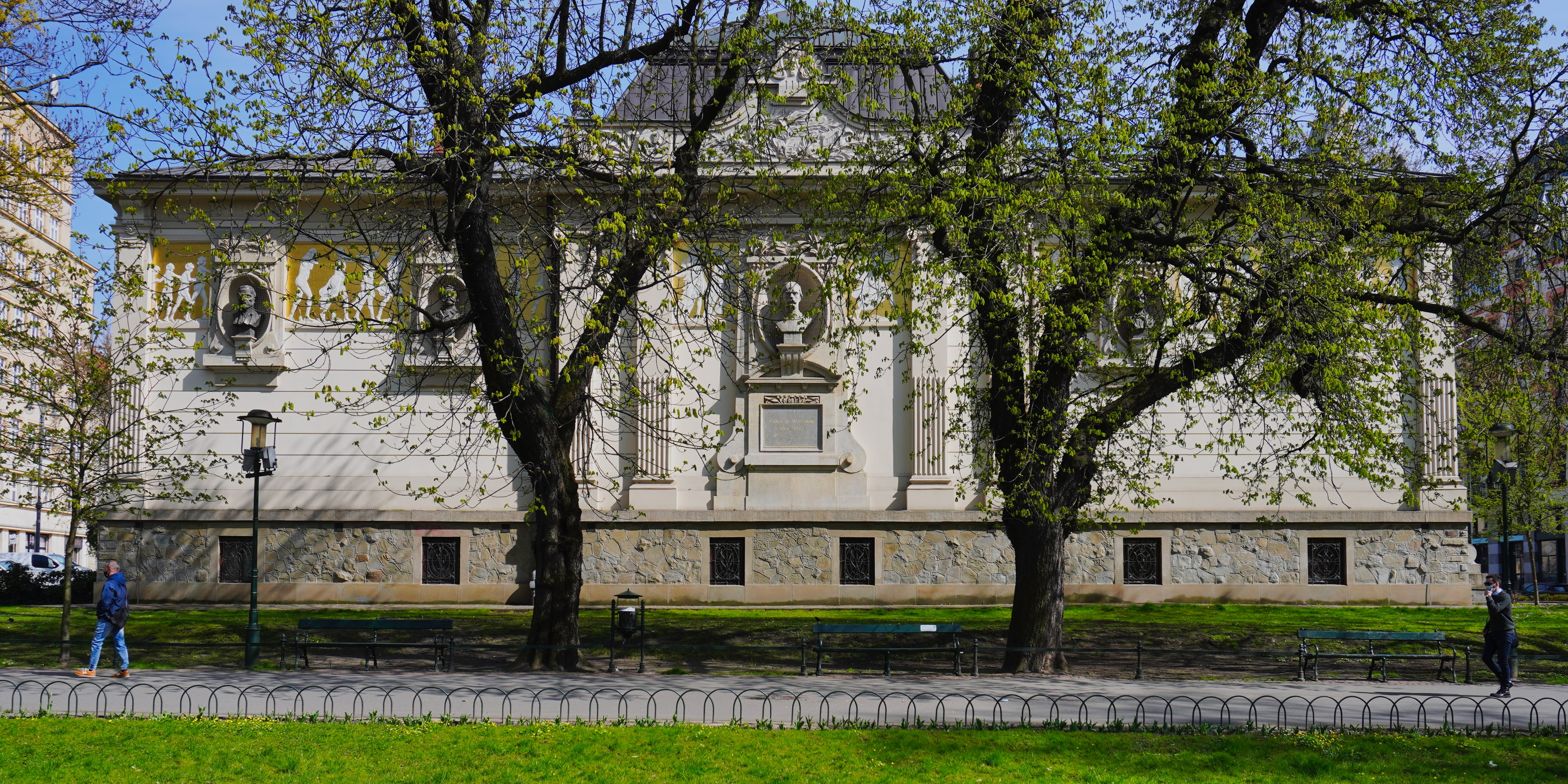
Widok elewacji od strony Plant

## Oddziały
- Dworek Jana Matejki w Krzesławicach
- Muzeum Rodu Estreicherów, Strat Kultury i Rewindykacji w Krakowie